# Туризм у Перу

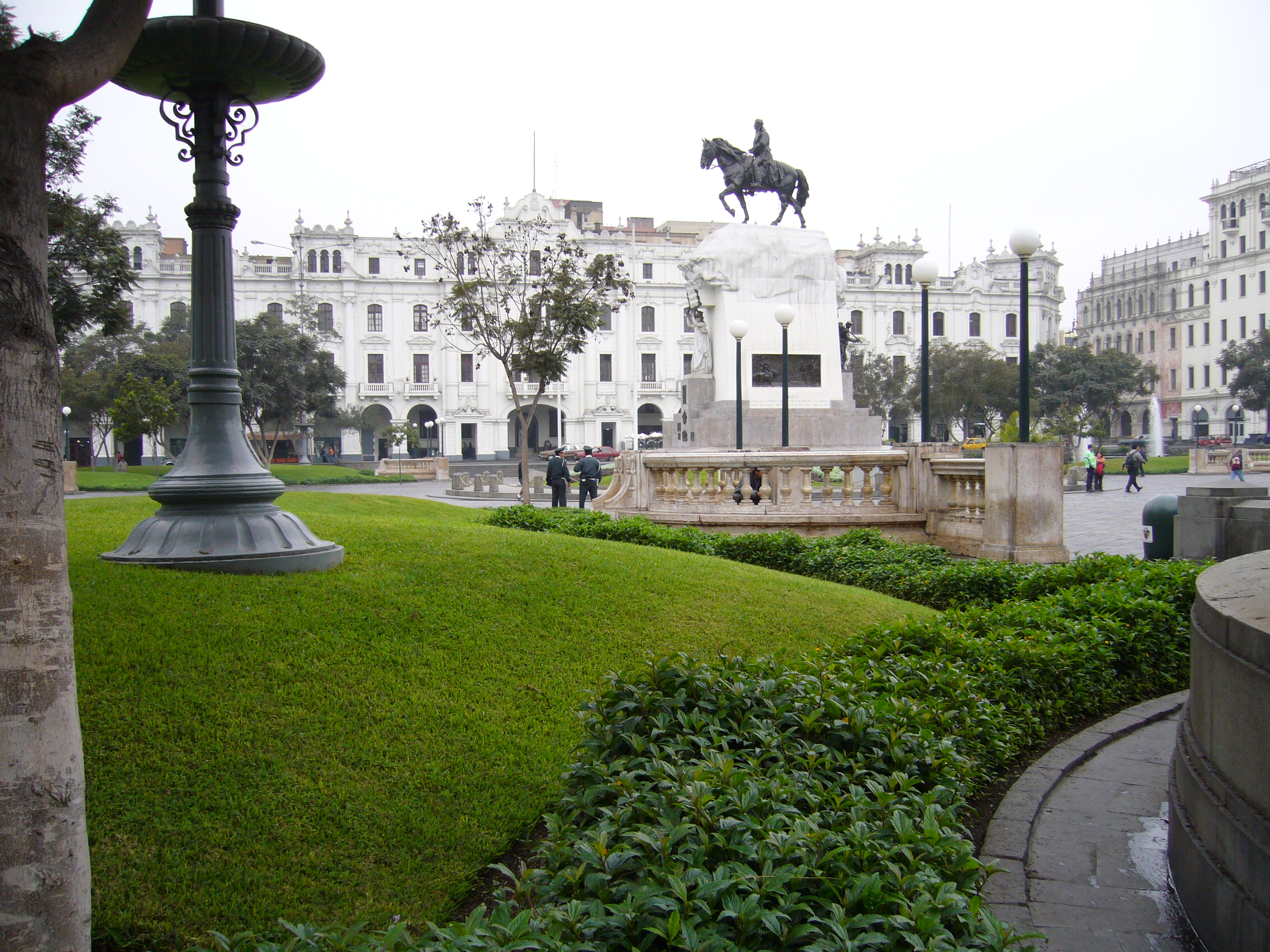
Площа де-Сан-Мартін, Ліма

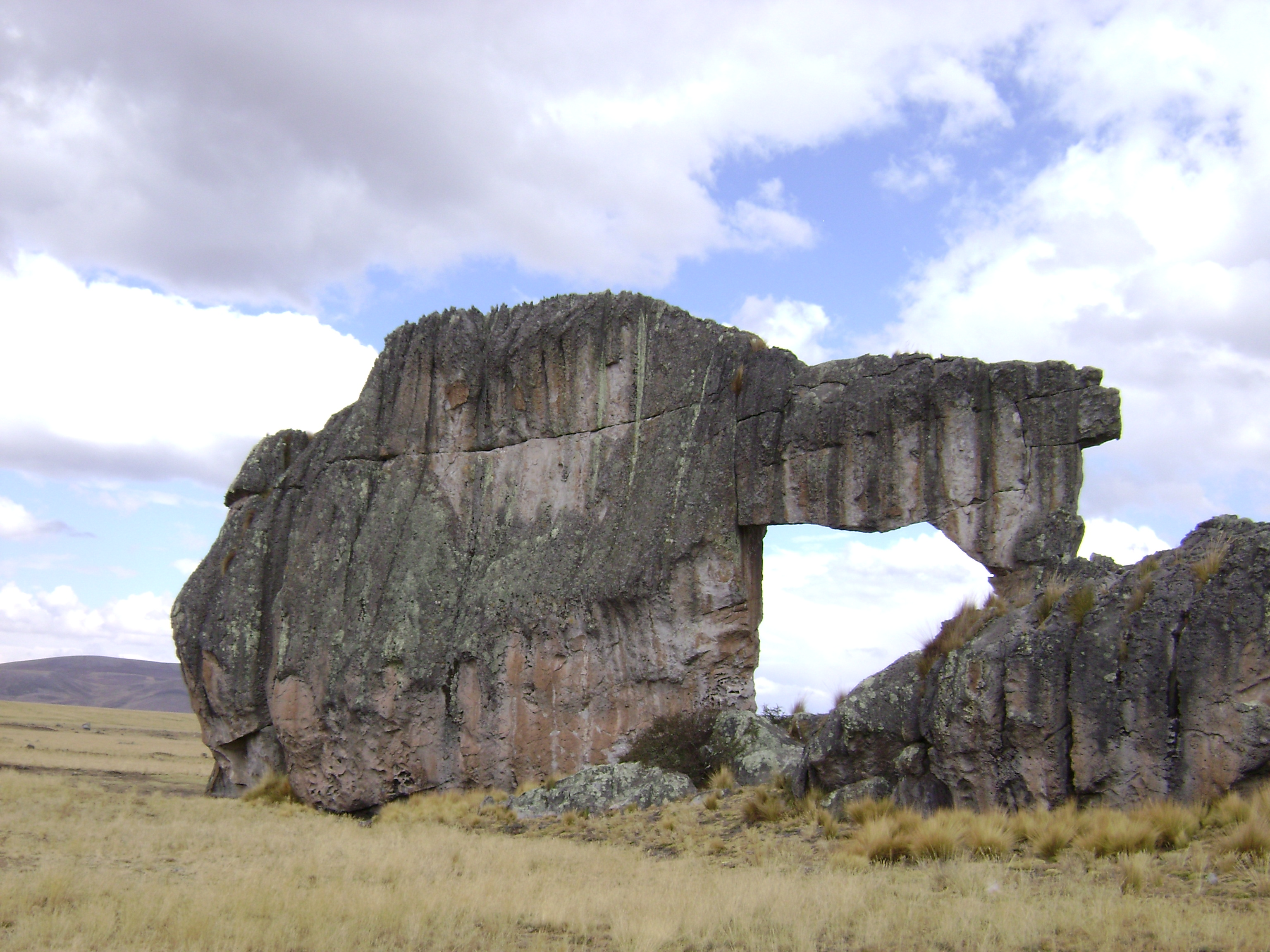
Альпака. Кам'яний ліс Huayllay

Перу - це країна, що володіє багатою культурою, історією та кухнею, різноманітними пам'ятками.
З 2000-х років туризм посідає третє місце в економіці країни після гірничодобувної промисловості  та рибальства .
В основному країну відвідують туристи зі США, Чилі, Аргентини, Великої Британії, Франції, Німеччини, Бразилії, Іспанії, Канади та Італії.
Перу поділяється на три туристичні регіони: Північний, Центральний і Південний.
• У Північному регіоні ми визначаємо такі субрегіони: Тумбес, Піура, Ламбаєке, Ла Лібертад, Кахамарка, Амазонас, Лорето, Сан-Мартін;
• У Центральному регіоні: Анкаш, Ліма, Кальяо, Уануко, Хунін, Паско, Укаялі
• Південний регіон це: Уанкавеліка, Іка, Арекіпа, Мокегуа, Такна, Пуно, Аякучо, Апурімак, Куско, Мадре-де-Діос 
Найпопулярніші місця туризму: Ліма, Куско-Мачу-Пікчу, Арекіпа, Кордильєра-Бланка, озеро Тітікака, Наска і Монтанія; старі колоніальні міста: Кахамарка, Аякучо, Трухільо, Піура; перуанські курорти: Хесус, Юра, Со-косані (департамент Арекіпа), Чамос, Монтерей (Анкаш), Лос-Баньос-дель-Інка (Кахамарка) і Чурін - один з найбільших в Південній Америці, розташований біля підніжжя Пачангара. 

Основні туристичні об’єкти (відповідно до Списку всесвітньої спадщини ЮНЕСКО) 
- Місто Куско (у списку з 1983 р.) - це великий центр цивілізації інків, заснований близько 1200 р. в долині Вільканота. Він досягнув піку свого розвитку в 15 ст., під час правління Інки Пача-куті, коли в місті були зведені численні храми, палаци тощо. У перші роки конкісти він був спалений і пограбований іспанськими загарбниками. Знову перебудований, переважно в стилі бароко, він став важливим культурним центром віце-королівства Перу в 17-18 століттях.

Пам'ятки: костел Товариства Ісуса т. зв Компанія. Монастирі Мерсед, Сан-Франциско, палац Пісарро, Храм Сонця - Коріканча, церква Санто-Домінго, руїни фортець інків: Саксайуаман і Пукара, амфітеатр Кенко.
- Історичне святилище Мачу-Пікчу (занесено до списку з 1983 року). Це місце - руїни 15-го століття, розташовані на схилах гори на висоті 2460 м над рівнем моря. оточений каньйоном річки Урубамба. Це була цитадель/місто, складно спроектована та висічена в білому граніті навколишніх скель. Це одна з найбільших туристичних визначних пам'яток не тільки в Перу, а й у Латинській Америці.
- Археологічна пам'ятка Чавін-де-Уантар (з 1985 р.). Село, засноване в період раннього горизонту (1400-400 рр. до н. е.), розташоване на півночі гірської місцевості на висоті 3117 м над рівнем моря. Засноване представниками племені Чавін Культура. Все архітектурне планування викладене по осі схід-захід і складається з культових споруд. Названо дві найважливіші споруди: Ель-Кастільо (замок) і Ранній храм.
- Національний парк Уаскаран (у списку з 1985 р.). Включає масиви Уаскаран (6768 м) і Агуджа-Невада (5840 м), 600 льодовиків, 300 озер і 27 інших засніжених вершин висотою понад 6000 м. Парк займає площу 340 км2. Район Кордильєра-Бланка, де розташований парк, є постійним місцем зустрічі найкращих альпіністів світу.
- Археологічна зона ЧанЧан (у списку з 1986 р.). Найбільше доколумбове місто Південної Америки. Розташоване в перуанському регіоні Ла-Лібертад Засноване близько 850 року місто було столицею імперії Чиму, яка існувала до 1570-х років. Місто будувалося з висушеної на сонці глиняної цегли, вкритої штукатуркою, в якій висічено орнаменти.
- Національний парк Ману (з 1987 р.). Розташований на східних схилах Перуанських Анд. Він був заснований в 1973 році і займає площу 15330 км². . У парку мешкає близько 200 видів ссавців, 90 видів жаб, 1000 видів птахів, 1200 видів метеликів і понад 20 000 видів рослин.
- Історичний комплекс у Лімі (у списку з 1991 року), заснований Франсиско Пісарро в 1535 році, розташований на річці Римак на узбережжі Тихого океану. Протягом майже трьох століть він був столицею іспанського віце-королівства Перу та головним політичним і культурним центром західної частини Південної Америки.

До найважливіших пам'яток належать церкви та монастирі. Особливе місце займає місце серед церков Ліми місце паломництва - святилище Санта-Роза XVIII ст.
- У 1983 році для захисту флори та фауни вологих лісів був заснований Національний парк Ріо-Абісео (у списку з 1990 року). Тут виявлено 36 раніше невідомих археологічних пам'яток, які дають повну картину суспільства до інків. Через делікатність і унікальність археологічної цінності парку, з 1996 року він був закритий для туристичних цілей. Досягають його лише наукові групи, які вивчають незвичайну флору, фауну та руїни до інків.
- Пустеля Наска та Пампас-де-Хумана, які розташовані на безплідній прибережній рівнині в Перу. Лінії, проведені на землі з 500 року до н. до 500 р. н. е., завдяки своїй якості, природі, розміру та безперервності  є однією з найбільших таємниць археології. На одних малюнках зображені живі істоти, на інших – стилізовані рослини чи фантастичні істоти, треті складаються з геометричних фігур довжиною кілька кілометрів. Вважається, що вони виконували ритуальні функції, пов'язані з астрономією.
- Старе місто Арекіпи (з 2000 року внесено до списку), відоме як Біле місто. Побудоване з силлара, є поєднанням європейських і місцевих будівельних технік, що проявляється у великих досягненнях колоніальних художників і креольських і індіанських мулярів. Змішування впливів проявляється в масивних стінах, аркадах і склепіннях, дворах і відкритих просторах, а також у складному бароковому оздобленні фасадів будівлі. [1]